# Hetaira

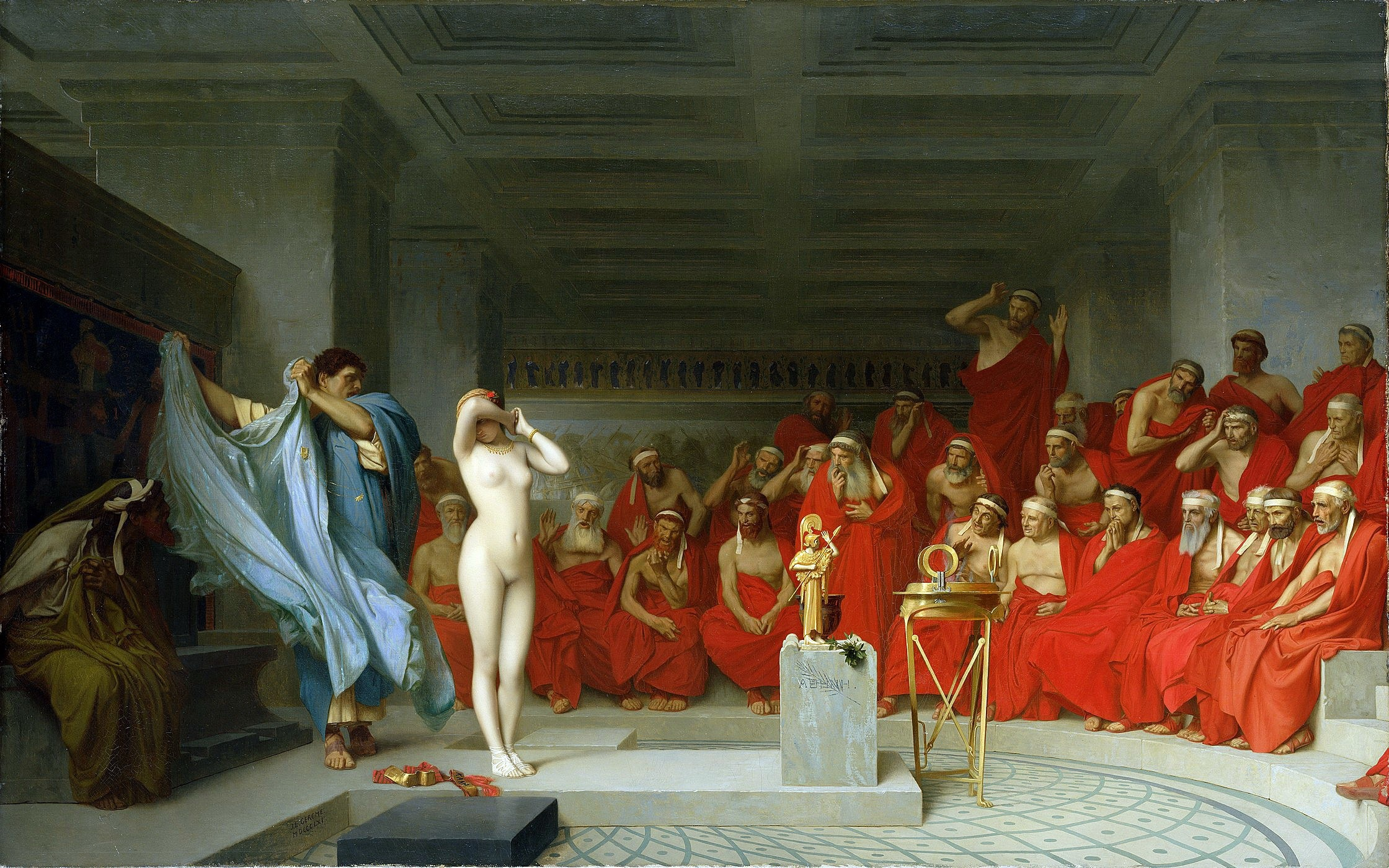
Bức tranh Phryne Revealed Before the Areopagus của Jean-Léon Gérôme

Hetaira (số nhiều: hetairai) hay hetaera (số nhiều: hetaerae); từ tiếng Hy Lạp cổ ἑταίρα, nghĩa đen: bầu bạn) là một loại gái mại dâm thời Hy Lạp cổ.
Lịch sử Hy Lạp cổ đại có sự phân biệt giữa hetairai và pornai. Trong khi pornai là những cô gái mại dâm cho tất cả khách hàng trong các nhà thổ hoặc trên đường phố, hetairai chỉ những người có quan hệ tình dục chỉ với một vài người đàn ông. Không chỉ vậy, những mối quan hệ giữa hetairai và đối phương có thể kéo dài, họ vừa là bạn tình vừa là người bầu bạn với đàn ông, thậm chí họ còn là những người có học thức.